# Dragon Force (videogioco 1996)
Dragon Force (ドラゴンフォース?) è un videogioco strategico in tempo reale sviluppato da J-Force e pubblicato nel 1996 da SEGA per Sega Saturn. Convertito per PlayStation 2 nel 2005, il titolo è stato in seguito distribuito su PlayStation Network.

## Modalità di gioco
Ibrido tra videogioco di ruolo e strategico, Dragon Force è simile a Ogre Battle. Il gioco presenta oltre 100 personaggi giocanti.